# 佐賀県道320号千々賀神田線

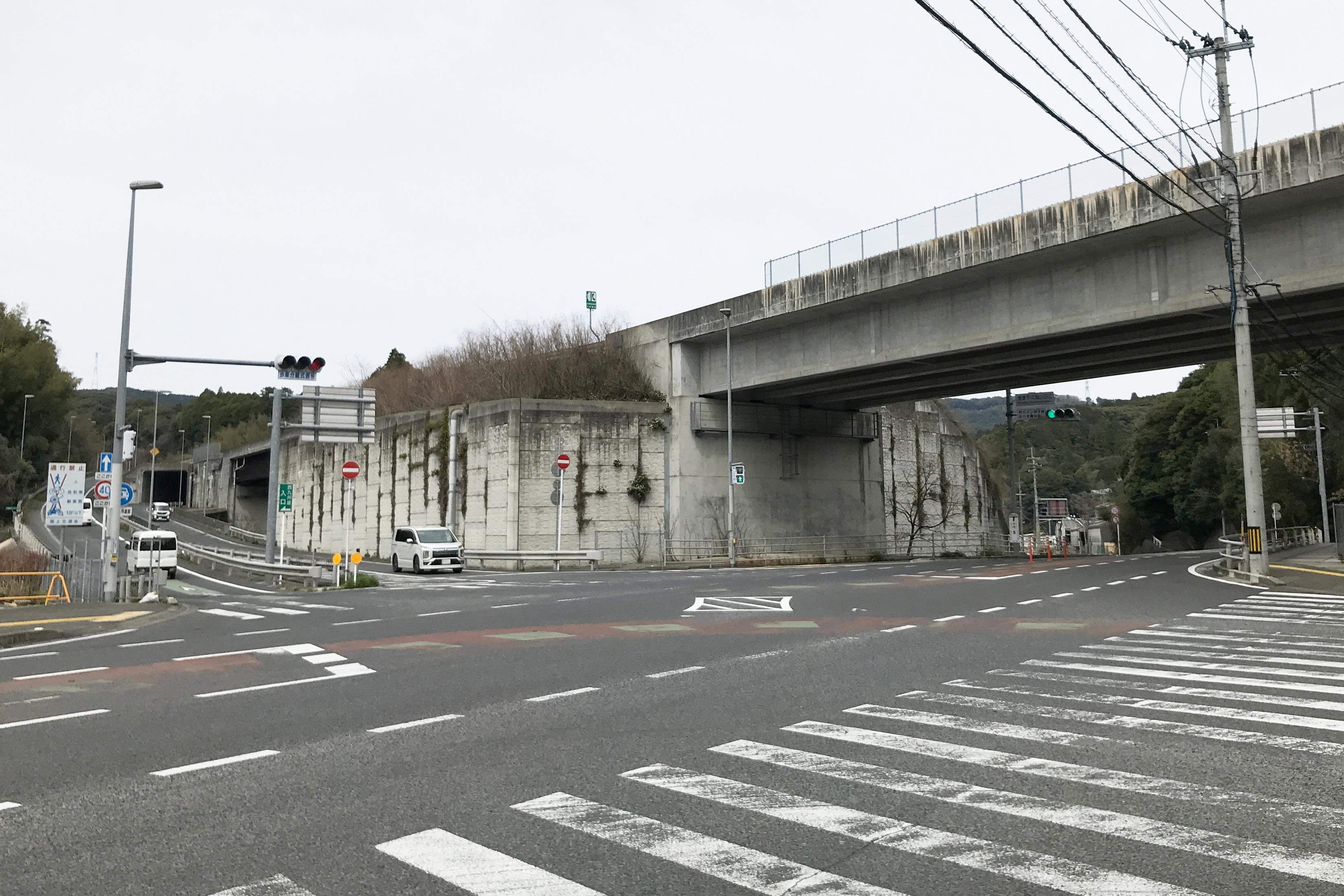
唐津千々賀山田IC前

佐賀県道320号千々賀神田線（さがけんどう320ごう ちちかこうだせん）は、佐賀県唐津市を通る一般県道である。

## 概要
唐津市千々賀から唐津市神田に至る。唐津伊万里道路の唐津千々賀山田IC最寄りの路線である。

### 路線データ
- 起点：佐賀県唐津市千々賀（唐津市千々賀交差点、国道202号交点）
- 終点：佐賀県唐津市神田（長松大橋東交差点、国道204号交点）

## 路線状況

### 道路施設

#### 橋梁
- 山口橋（山口川、唐津市）

## 地理

### 通過する自治体
- 唐津市

### 交差する道路
| 交差する道路             | 交差する場所 | 交差する場所              |
| ------------------------ | ------------ | ------------------------- |
| 国道202号                | 千々賀       | 唐津市千々賀交差点 / 起点 |
| E35 唐津伊万里道路       | 千々賀       | 唐津千々賀山田IC          |
| 上場広域農道             | 山田         | 山田交差点                |
| 国道204号 国道382号 重複 | 神田         | 長松大橋東交差点 / 終点   |

### 沿線
- 唐津市立第一中学校（終点付近）